# Pryhirja
Pryhirja (ukr. Пригір'я) – wieś na Ukrainie, w obwodzie chersońskim, w rejonie berysławskim. W 2001 liczyła 454 mieszkańców.